# Dušanovac (Negotin)
Pour l’article homonyme, voir Dušanovac.
Dušanovac (en serbe cyrillique : Душановац) est un village de Serbie situé dans la municipalité de Negotin, district de Bor. Au recensement de 2011, il comptait 769 habitants.

## Démographie

### Évolution historique de la population
| 1948  | 1953  | 1961  | 1971  | 1981  | 1991  | 2002 | 2011 |
| ----- | ----- | ----- | ----- | ----- | ----- | ---- | ---- |
| 2 510 | 2 515 | 2 476 | 2 408 | 2 512 | 2 320 | 882  | 769  |

|  |